# Призрак исполина (роман)
Призрак исполина (англ. The Ghost from the Grand Banks) — научно-фантастический роман Артура Кларка, опубликованный в 1990 году. Сюжет разворачивается вокруг попытки подъема со дна океана частей «Титаника». Перевод на русский: Е. Кисленкова (Призрак исполина), 2011.

## Сюжет
Джейсон Брэдли - специалист по глубоководным работам, в прошлом участник операции «Дженифер», только успешно отогнал от нефтедобывающей платформы гигантского кальмара. Он получает два похожих предложения возглавить операцию по подъему части Титаника.
Первое предложение — от лорда Роджера Паркинсона и американского бизнесмена Роя Эмерсона. Предок Паркинсона погиб во время аварии Титаника, а Эмерсон является производителем сверхпрочного стекла и считает эту операцию удачной рекламой. Они предлагают поднять нос корабля, где находилась каюта Паркинсона с ценными фамильными вещами. Для подъема используют прочные пустотелые стеклянные шарики.
Второе предложение поступает от японского медиа-магната Като Мицумасы и владельцев фирмы компьютерной графики Дональда и Эдит Крейг. Като хочет поднять корму корабля и сделать из нее подводный парк развлечений в Токио. Крейг наняли для создания фильма. Поскольку корма сильно пострадала при ударе, Като предлагает ее заморозить и поднять в виде искусственного айсберга. Электроэнергию для замораживания будет использоваться с арендованных атомных подводных лодок.
Джейсон отказывает обеим сторонам, он вновь возглавляет Отдел дна океана и намеревается следить за ходом обеих операций. При подготовке обе стороны применяют подводных роботов. И когда, в результате подводного землетрясения, надвигается 8-бальный шторм, он отправляется спасать наиболее ценного работа. Но его подводный аппарат испытывает повреждений от удара куска айсберга и Джейсон погибает.
От шторма погибает и дочь Крейга - Ада, которую родители считали гениальной, из-за ее необычайных способностей в геометрии. Ее мать предлагает заморозить труп девушки, погибшей на Титанике, чтобы в будущем оживить и восстановить работу ее мозга.
В последней главе рассказывается, что люди покинули Солнечную систему из-за большого количество планетарных катаклизмов. И через тысячи лет инопланетный зонд развитой цивилизации, с помощью нейтринного сканирования, находит глубоко похороненный под подводными скалами «Титаник».